# Сокілецькі водоспади
Сокіле́цькі водоспа́ди — гідрологічна пам'ятка природи місцевого значення в Україні.
Водоспади розташовані поблизу села Сокільця Чортківського району Тернопільської області, у кварталі 75, виділі 1 Язловецького лісництва ДП «Бучацьке лісове господарство», в межах лісового урочища «Язловець», у долині потічка, що починається із джерела в селі (біля церкви). 
Оголошені об'єктом природно-заповідного фонду рішенням виконкому Тернопільської обласної ради № 131 від 14 березня 1977 року. Перебувають у віданні Тернопільського обласного управління лісового господарства. 
Площа — 1 га. Під охороною — каскад з 16 водоспадів висотою 2—11 метрів, віддаль між ними приблизно становить 10—15 метрів. Водоспади утворились на порожистому руслі потічка з цілим рядом уступів. 
Потічок, якому дають початок кілька джерел підземних вод у верхів’ї яру, врізається в потужну товщу девонських темно-червоних пісковиків і аргілітів, які перекриті товщею літотамнієвих вапняків. Залягання цих гірських порід дуже добре проглядаються у верхів’ї яру.
Породи порізані вертикальними тектонічними тріщинами на блоки різних розмірів, які сприяють виникненню порогів, завдяки обвалам окремих блоків, уступи водоспадів броньовані шарами міцних девонських пісковиків, які перешаровуються крихкими аргілітами цього ж віку. Мають наукову, естетичну і пізнавальну цінність.
Пам'ятка природи входить до складу Національного природного парку «Дністровський каньйон».

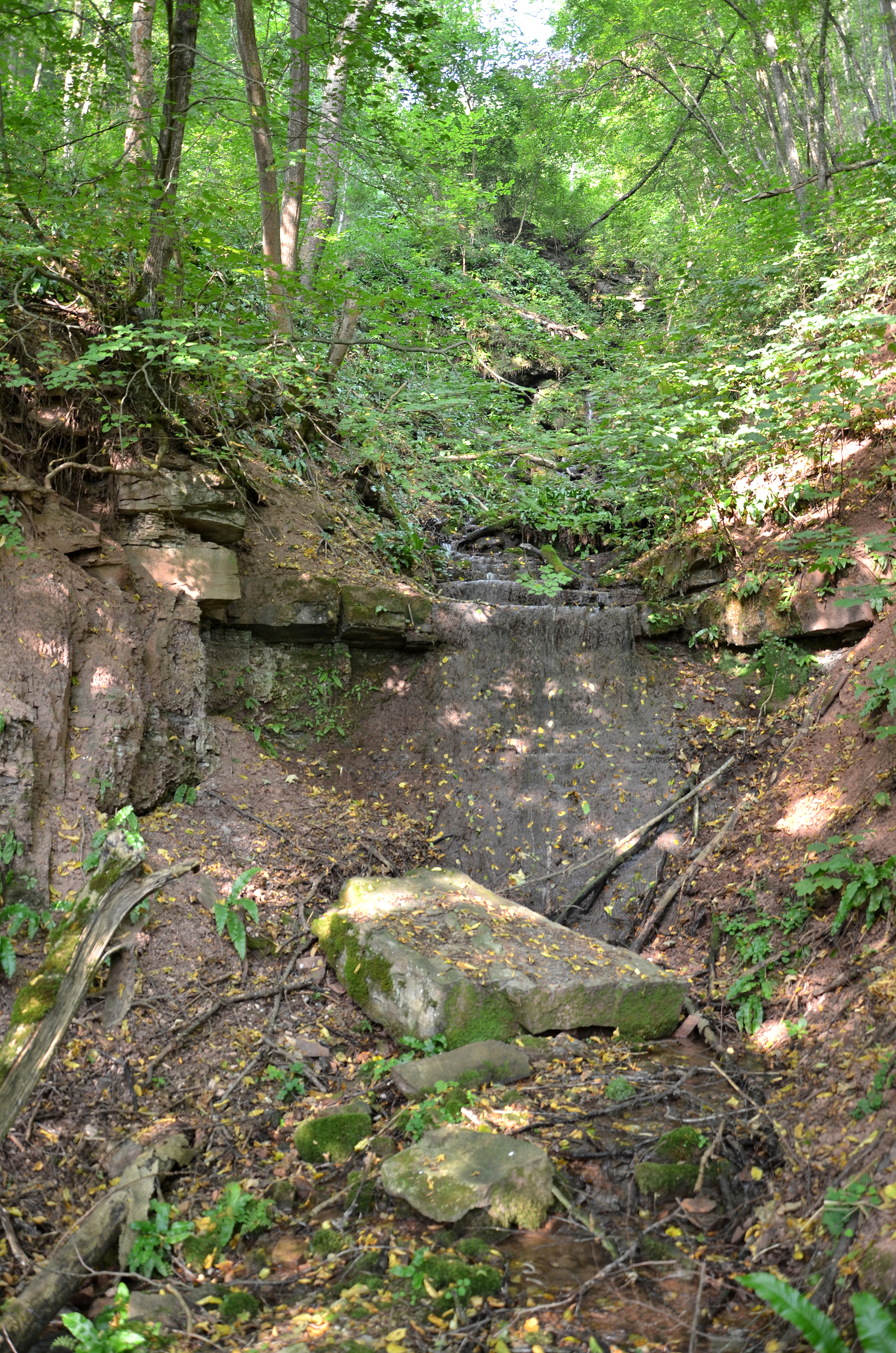
Сокілецькі водоспади
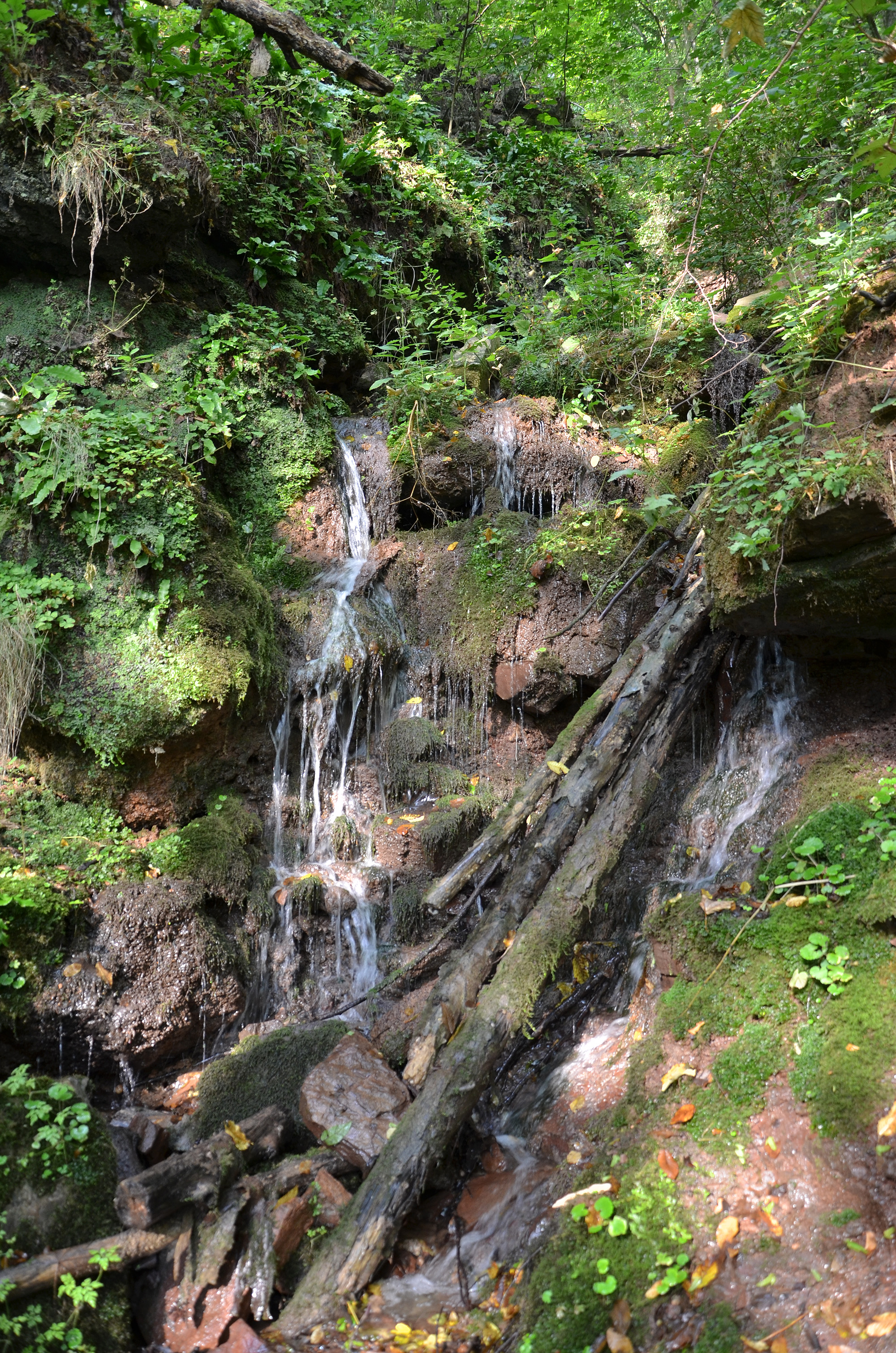
Сокілецькі водоспади
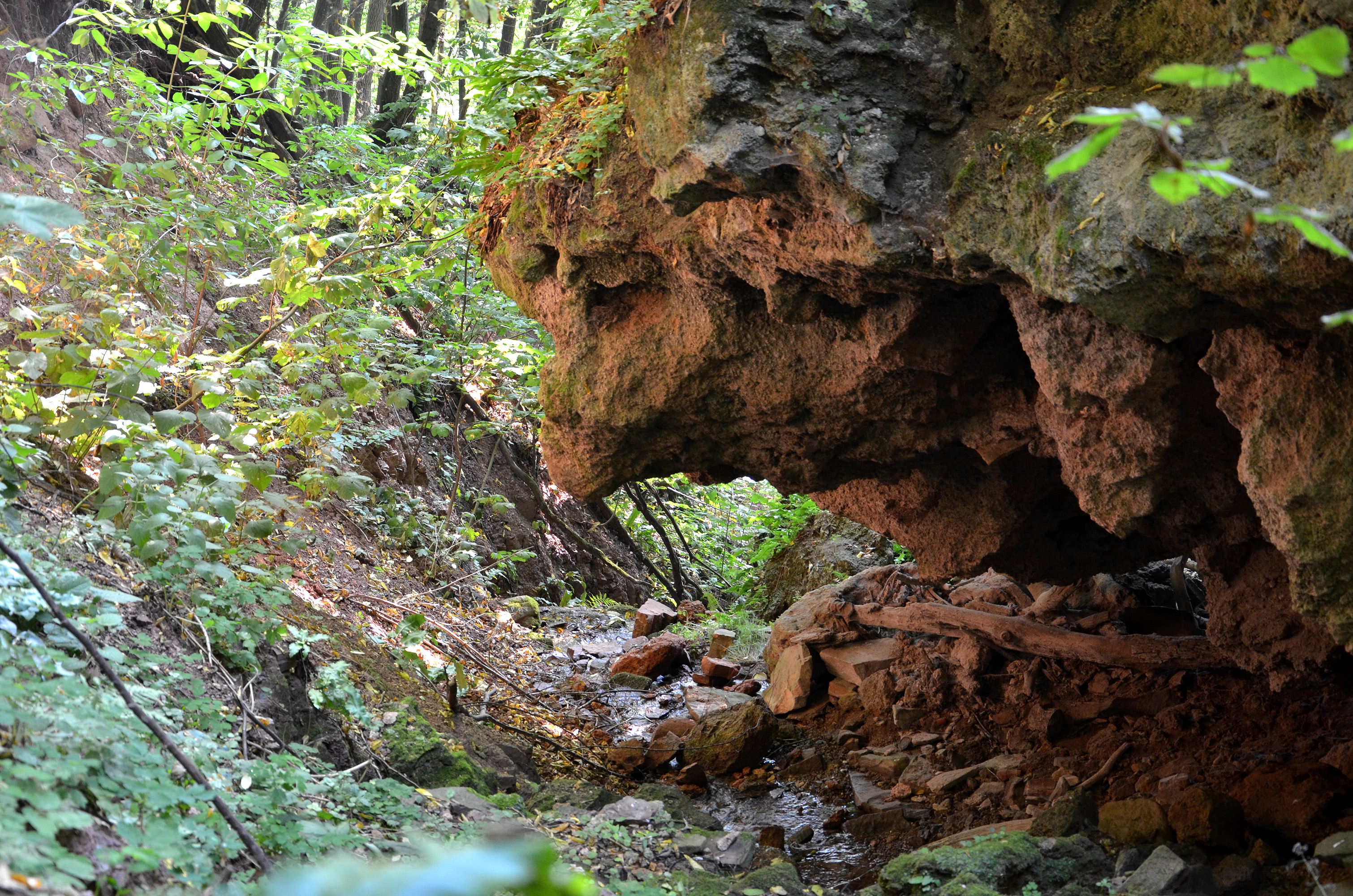
Кам'яна голова над першим водоспадом